# Rakoš (okres Chust)
Rakoš, česky také Rákoš, ukrajinsky Ракош, maďarsky Rákos, je vesnice v jednotném územním společenství Vyškovská venkovská komunita, v okrese Chust v Zakarpatské oblasti Ukrajiny. V roce 2025 zde žilo 1147 obyvatel.

## Historie
Ve druhé polovině 19. století zde byly doly na těžbu olověné rudy. Před uzavřením Trianonské smlouvy byla ves součástí Uherska. Poté byla součástí první československé republiky. Od roku 1945 byla součástí Ukrajinské sovětské socialistické republiky, která byla součástí SSSR, a nakonec od roku 1991 je součástí samostatné Ukrajiny.